# Мыс Меншикова (Японское море)
Мыс Меншикова — северо-восточная оконечность полуострова Меншикова, в заливе Советская Гавань. Назван в 1854 году лейтенантом Н. К. Бошняком в честь барка «Князь Меншиков», заходившего весной этого года в залив и оказавшего помощь умирающим от цинги членам экспедиции лейтенанта Н. К. Бошняка. Иногда назывался мыс Князя Меншикова.